# Treffort-Cuisiat
Treffort-Cuisiat je naselje in občina v jugovzhodnem francoskem departmaju Ain regije Rona-Alpe. Leta 1999 je naselje imelo 1.953 prebivalcev.

## Geografija
Kraj se nahaja v pokrajini Bresse 17 km severovzhodno od Bourga.

## Administracija
Treffort-Cuisiat je sedež istoimenskega kantona, v katerega so poleg njegove vključene še občine Chavannes-sur-Suran, Corveissiat, Courmangoux, Germagnat, Meillonnas, Pouillat, Pressiat in Saint-Étienne-du-Bois s 6.815 prebivalci.
Kanton je sestavni del okrožja Bourg-en-Bresse.

## Zgodovina
Sedanja občina je nastala leta 1972 z družitvijo dotedaj samostojnih občin Treffort in Cuisiat.